# كريستينا كابرالوفا
كريستينا كابرالوفا مواليد 4 يناير 1995، هي لاعبة كرة يد كازاخستانية تلعب كظهير أيمن. مثلت منتخب كازاخستان لكرة اليد للسيدات.

## سجل المنافسة
شاركت في البطولات التالية:
- بطولة العالم لكرة اليد للسيدات 2015